# Герб Алмейди
Ге́рб Алме́йди — офіційний символ містечка Алмейда, Португалія. Використовується як територіальний герб. У золотому щиті червоний замок із трьома баштами, золотими вікнами і синьою брамою, що зачинена срібними засувами. Щит увінчує срібна мурована містечкова корона з чотирма вежами.  Під щитом біла стрічка, на якій великими літерами напис португальською: «Almeida» (Алмейда).  Офіційно затверджений 9 серпня 1960 року.  Замок символізує Алмейдівську фортецю, що століттям захищала португальський кордон з Іспанією.

## Галерея

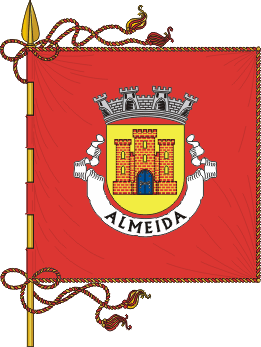
Прапор